# Letov S-1
Le Letov Š-1 est un avion militaire de l'entre-deux-guerres.